# Nationalagenturet for Nationalparker
Det Nationale Agentur for Nationalparker (en: National Agency for National Parks fr: Agence Nationale des Parcs Nationaux ) er den myndighed i Gabon, der har ansvaret for at føre tilsyn med nationalparkerne og beskytte deres ressourcer og dyreliv. Agenturet koordinerer forskningsaktiviteter, udsteder licenser til koncessionshavere, fremmer turisme og har myndighedsbeføjelser.

## Historie
Den 30. august 2002 oprettede præsident Omar Bongo 13 nationalparker, der samlet dækker et areal på 28.371 km2, hvilket repræsenterer næsten 11% af landets samlede landareal. Derudover omfatter disse parker 129.307 hectares (319.520 acres) havterritorium. Det Nationale Råd for Nationalparker (CNPN) var et tværministerielt organ, der blev oprettet for at etablere nationalparkerne. I 2007 blev Nationalagenturet for Nationalparker oprettet ved love, der blev vedtaget som den juridiske ramme for parksystemet.